# Wojewódzki Ośrodek Kultury w Lublinie

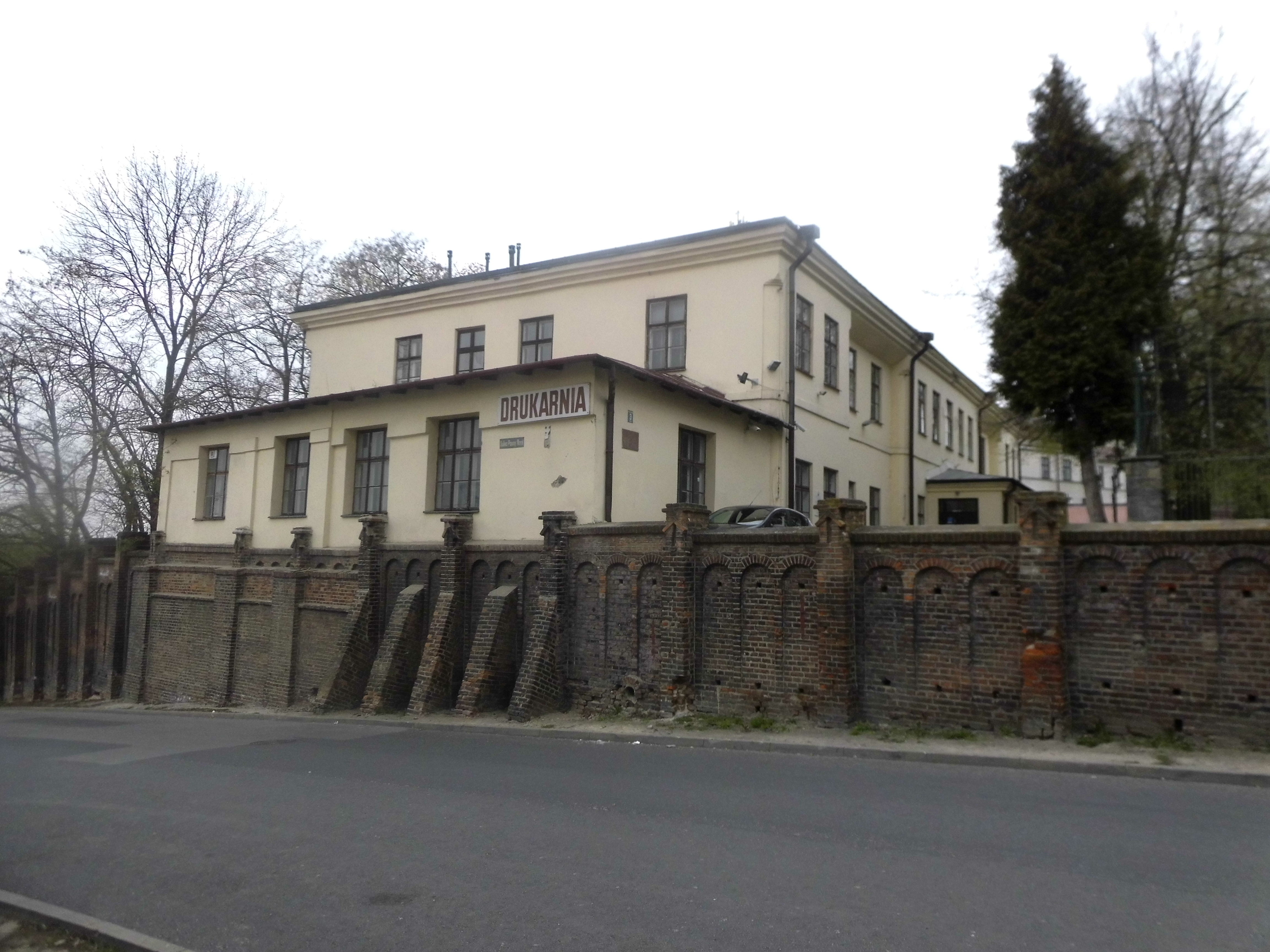
Budynek w którym, znajduje się Wojewódzki Ośrodek Kultury.

Wojewódzki Ośrodek Kultury w Lublinie to instytucja, która animuje kulturę w całym regionie lubelskim. Zwraca szczególną uwagę na kulturę ludową Lubelszczyzny, organizując m.in. Festiwal Kapel i Śpiewaków Ludowych w Kazimierzu Dolnym.

## Historia
W roku 1954 władze centralne podjęły decyzję o przeznaczeniu Zamku w Lublinie na cele upowszechniania kultury, a w maju roku 1956 uchwałą Miejskiej Rady Narodowej powołano Miejski Dom Kultury z siedzibą na Zamku Lubelskim. Wieloletnim dyrektorem WOK w Lublinie była Irena Szczepowska-Szych, jako jedyna z dyrektorów WOK niepartyjna. Następnie nazwę instytucji zmieniono na Lubelski Dom Kultury, zaś w roku 1963 na Wojewódzki Dom Kultury. Obecnie WOK mieści się przy ul. Dolnej Panny Marii 3.
Do zakresu działania Ośrodka należy animacja kulturalna, wspieranie amatorskiej twórczości artystycznej oraz promocja wartościowych dokonań i inicjatyw kulturalnych, a także ochrona tradycji i dziedzictwa kulturowego. Lubelski WOK jest miejscem współdziałania i wymiany doświadczeń animatorów, menadżerów kultury, przedstawicieli różnych dziedzin kultury, nauki i oświaty.